# وحدة خفض الانبعاثات

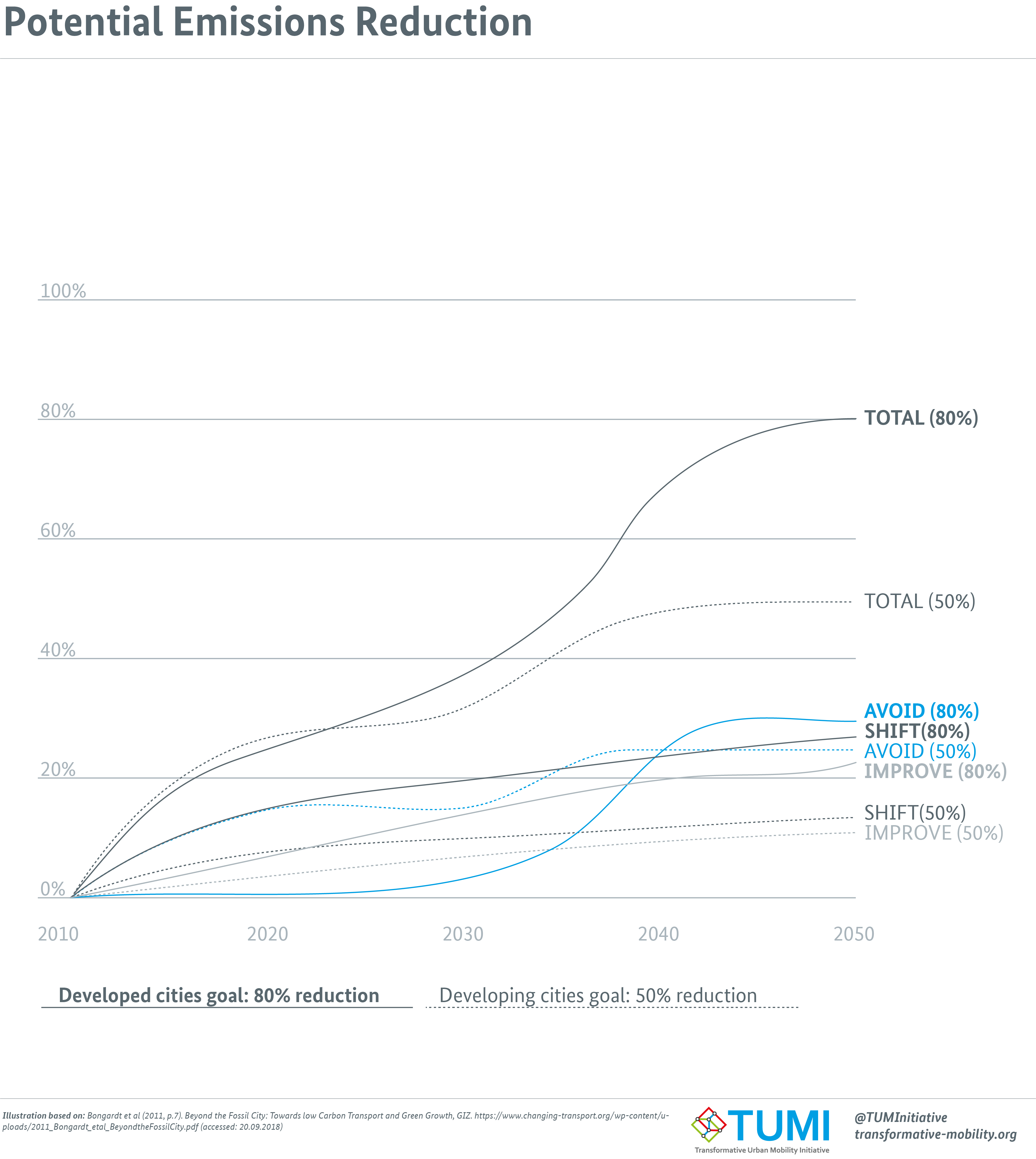

وحدة خفض الانبعاثات (ERU) هي وحدة انبعاثات تصدر بموجب مشروع تنفيذ مشترك وفقًا لبروتوكول كيوتو. تمثل وحدة خفض الانبعاثات تخفيض غازات الدفيئة في إطار آلية التنفيذ المشترك، حيث تمثل طنًا واحدًا من CO2 مكافئ مخفض.